# Basílica del Pilar
El Pilar —o el Sant Temple Metropolità de Nostra Senyora del Pilar— és un destacat lloc de devoció catòlica a la ciutat de Saragossa. El temple, d'estil eminentment barroc, rep la consideració de basílica i de santuari. És considerat el primer temple marià de la cristiandat, ja que s'hi conserva i venera el Pilar —formalment una columna de jaspi— que, segons la tradició, va ser posat per la Verge. Quan Maria encara vivia a Jerusalem, s'hauria aparegut en carn mortal a l'apòstol sant Jaume el dia 2 de gener de l'any 40. Documentalment no hi ha proves d'un culte marià fins al 1297, en una butlla del papa Bonifaci VIII, i el 1299, en una declaració dels jurats de Saragossa, en què apareixen mencions que parlen per primera vegada de l'advocació del «Pilar». Es diu que és la primera església dedicada a Maria.
Les tradicions locals porten la història d'aquesta basílica a la difusió del cristianisme a Hispània, atribuint-la a una aparició de Sant Jaume el Major, l'apòstol que es creu per tradició que va portar el cristianisme al país. Aquesta és l'única aparició registrada de Maria que va tenir lloc abans de la seva suposada Assumpció.
Molts dels reis d'Espanya, molts altres governants estrangers i sants han prestat la seva devoció davant d'aquesta estàtua de Maria. Sant Joan de la Creu, Santa Teresa de Jesús, Sant Ignasi de Loiola i el Beat Guillem Josep Chaminade són dels més destacats. La Basílica de Nostra Senyora del Pilar és una de les dues basíliques menors de la ciutat de Saragossa, i és la cocatedral de la ciutat juntament amb la propera Seu de Saragossa. L'arquitectura és d'estil barroc, i l'edifici actual va ser construït principalment entre 1681 i 1872.

## Història

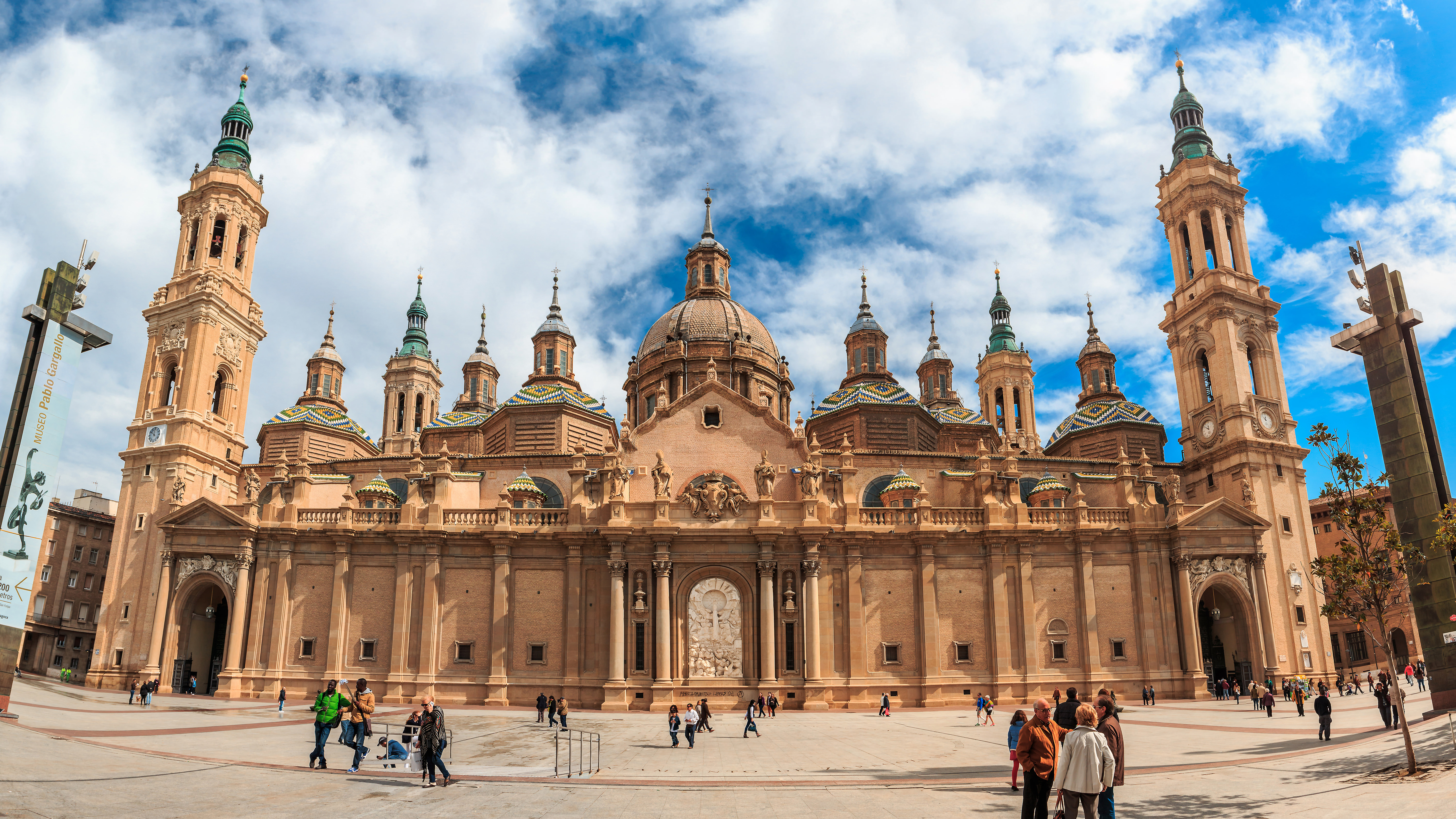
Façana de la basílica

### Aparició delPilar
Segons la tradició local, poc després de la crucifixió i resurrecció de Jesús, Sant Jaume predicava l'Evangeli a Espanya, però es va desanimar a causa del fracàs de la seva missió. La tradició diu que el 2 de gener de 40 AD, mentre estava immers en una pregària profunda a la vora de l'Ebre, la Mare de Jesús se li va aparèixer i li va donar una columna de jaspi i li va ordenar que construís una església en el seu honor: «Aquest lloc serà casa meva, i aquesta imatge i columna seran el títol i l'altar del temple que construiràs».

### Primera capella
Aproximadament un any després de l'aparició, es creu que Jaume va fer construir una petita capella en honor de Maria, la primera església que se li va dedicar. Després que Jaume tornés a Jerusalem, va ser executat per Herodes I Agripa cap al 44 dC, el primer apòstol a ser martiritzat per la seva fe. Diversos dels seus deixebles van prendre el seu cos i el van retornar per a la seva sepultura definitiva a Espanya. Aquesta primera capella va ser finalment destruïda juntament amb diversos altres santuaris cristians, però l'estàtua i el pilar van romandre intactes sota la protecció del poble de Saragossa.

### Expansions

#### Església romànica

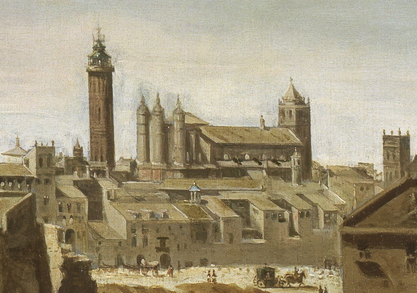
Església mudèjar del Pilar l'any 1647 de Juan Bautista del Mazo

Nombroses esglésies s'han construït en aquest lloc al llarg dels anys. La petita capella construïda per Sant Jaume va donar pas més tard a un recinte semblant a una basílica durant l'època de Constantí I el Gran; posteriorment es va transformar en estils romànic, després gòtic i després mudèjar. Els santuaris venerats de Saragossa daten de la Reconquesta cristiana del rei Alfons I el 1118. Una església d'estil romànic va ser construïda sota el pontificat de Pedro de Librana a qui també se li atribueix el testimoni escrit més antic de la Verge a Saragossa. Encara es conserva un timpà a la paret sud d'aquesta església romànica.

#### Església gòtica

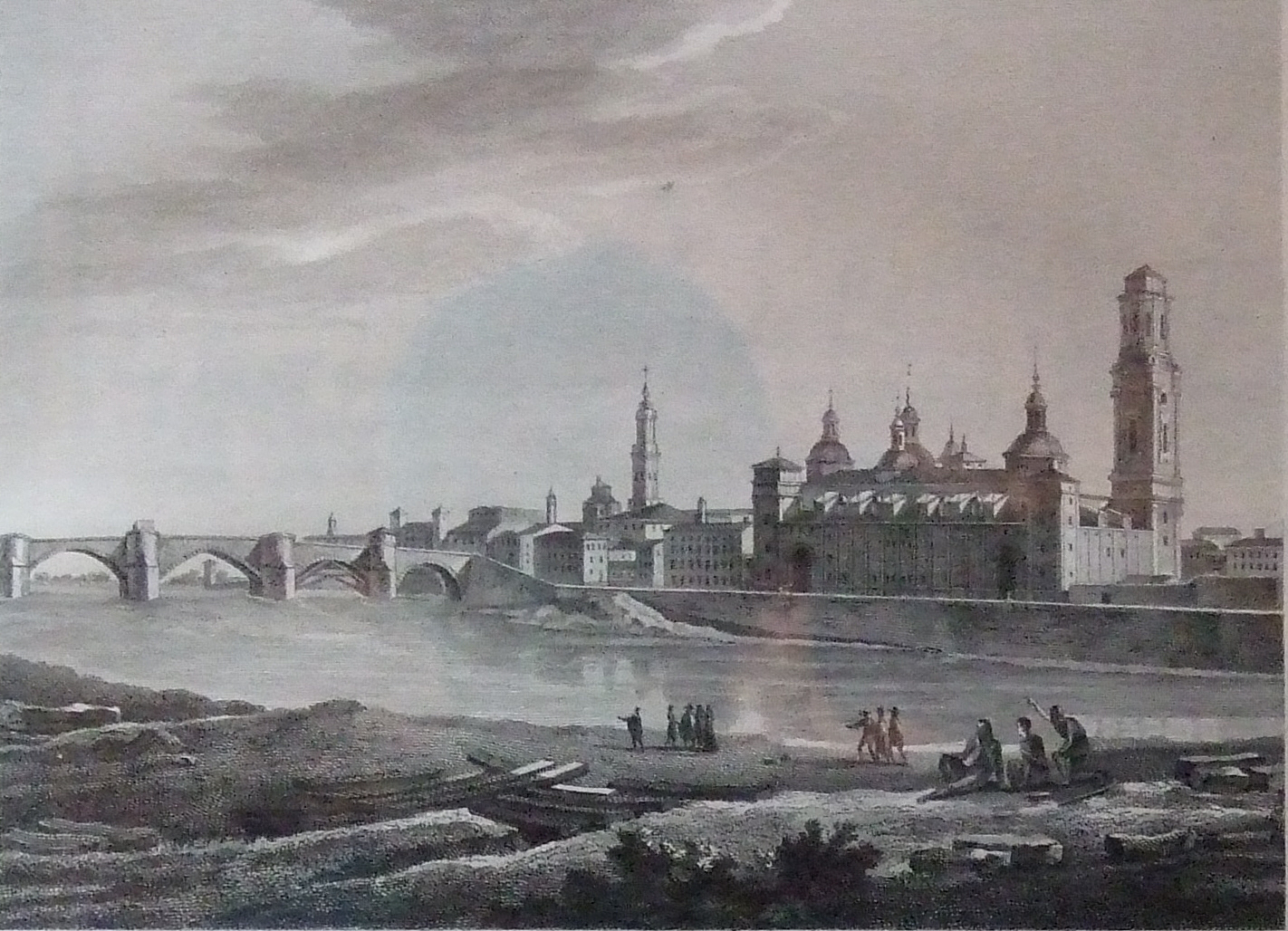
Basílica del Pilar el 1806, abans que les quatre altes agulles neomudèjars fossin completades en gran part el 1872. Les torres angulars que realcen el volum exterior daten del segle XX i no es van completar fins al 1961. Gravat de Robert Daudet i Louis-François Lejeune.

L'església romànica va ser danyada per un incendi el 1434 i es va començar la reconstrucció en estil gòtic mudèjar. Al segle xv es va construir una església d'estil gòtic, però només se'n conserven unes poques parts intactes o van ser restaurades posteriorment, com ara el cor i el retaule d'alabastre de Damià Forment.

#### Església actual

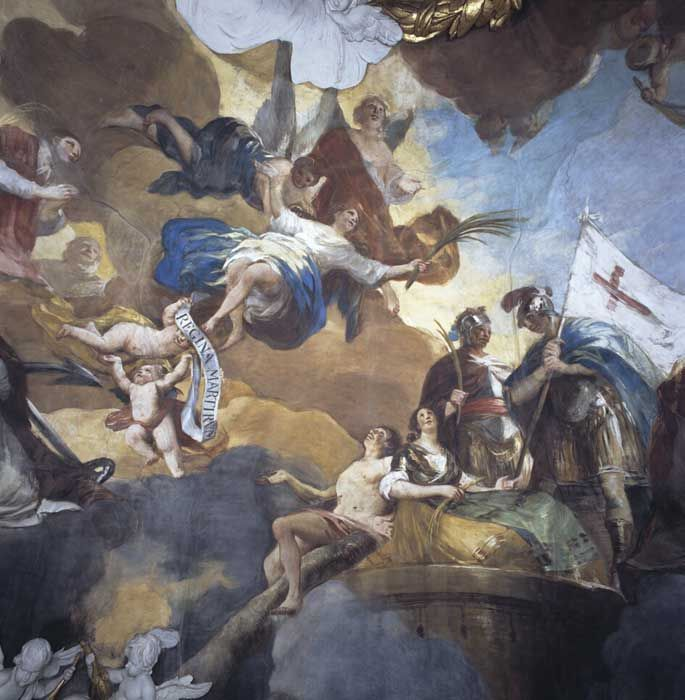
Detall del fresc de La Reina dels Màrtirs a la cúpula, pintat per Francisco de Goya

L'espaiosa església actual, d'estil barroc, va ser iniciada el 1681 per Carles II, rei d'Espanya, i completada el 1686. Les primeres construccions van ser supervisades per Felipe Sánchez i posteriorment modificades per Francisco Herrera el Jove sota el mandat de Joan d'Àustria el Jove. El 1725, el Cabildo de Saragossa va decidir canviar l'aspecte de la Santa Capella i va encarregar-ho a l'arquitecte Ventura Rodríguez, qui va transformar l'edifici a les seves dimensions actuals de 130 metres de llarg per 67 d'ample, amb les seves onze cúpules i quatre torres. La zona més visitada és la part oriental de la capella, perquè és on es construeix la Santa Capella de Ventura Rodríguez (1754), que alberga la venerada imatge de la Verge. Al voltant de la Santa Capella hi ha les voltes o cúpules pintades amb frescos de Francisco Goya: La Reina dels Màrtirs i L'Adoració del Nom de Déu. El recobriment daurat i altres ornaments de tot l'edifici van ser dissenyats i supervisats pel pare de Goya, José. El 1718, les voltes de l'església ja havien estat acabades. Tanmateix, no va ser fins al 1872 que es van donar els últims retocs a aquestes voltes, quan es van acabar la cúpula principal i l'última agulla.
Durant la Guerra Civil espanyola de 1936–1939 es van llançar tres bombes sobre l'església, però cap d'elles va explotar. Dos d'ells encara estan exposats a la basílica.
Entre els mestres de cor més destacats hi ha el compositor barroc Joseph Ruiz Samaniego.

## Pilar i la imatge

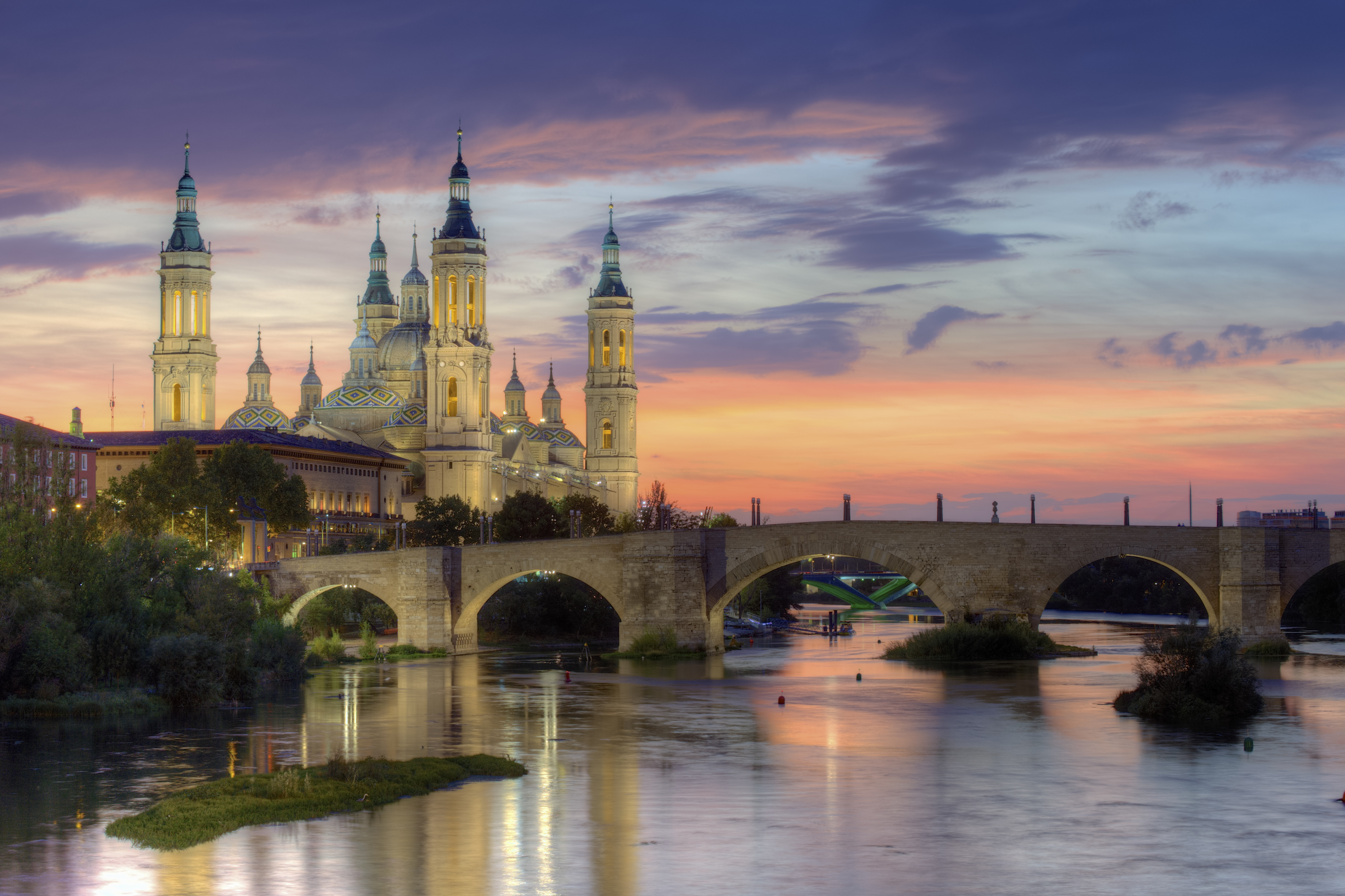
La basílica, vista des de l'altra banda de l'Ebre

L'estàtua és de fusta i 39 cm d'alçada i descansa sobre una columna de jaspi. La tradició del santuari del Pilar, tal com va ser donada per la Mare de Déu en una aparició a la germana Maria Ágreda i escrita a la Ciutat Mística de Déu, és que la Mare de Déu va ser portada en un núvol pels àngels a Saragossa durant la nit. Mentre viatjaven, els àngels van construir una columna de marbre i una imatge en miniatura de la Mare de Déu. La Mare de Déu va donar el missatge a Sant Jaume i va afegir que s'havia de construir una església al lloc on va tenir lloc l'aparició. El pilar i la imatge havien de formar part de l'altar major. La imatge va ser coronada el 1905 amb una corona dissenyada pel marquès de Griñi, i valorada en 450.000 pessetes.

## Disseny
L'edifici, que es pot veure des del proper riu Ebre, és un gran rectangle amb una nau central i dues de laterals, amb capelles totes de maó, donant així al conjunt un toc típicament aragonès. Està il·luminat per grans òculs, característics dels monuments de la regió a partir del segle xvii. Dotze enormes pilars sostenen les voltes de la nau i els passadissos; el conjunt està coronat per cúpules, igual que les capelles.
Les capelles dins de la basílica sòn:
- Capella del Rosari

- Capella de Sant Joaquim

- Capella de Sant Llorenç

- Capella de Sant Pere d'Arbués

- Capella de Sant Brauli

- Capella de Sant Antoni

- Capella de Sant Josep

- Capella de Santa Anna

- Capella de Sant Joan

## Orgue i música
El primer orgue va ser construït el 1463 per Enrique de Colonia. El 1537, Martín de Córdoba va construir un altre orgue amb la intenció de competir amb el de la Seo.
Guillermo de Lupe i el seu fill Gaudioso van reestructurar l'orgue més gran entre 1595 i 1602; ell ja havia fet el mateix per a un orgue de la Catedral de Sant Salvador de Saragossa el 1577.
El 1657, hi havia diversos orgues a l'església, de moltes mides i que oferien moltes possibilitats. Com a resultat, l'activitat musical va assolir un punt àlgid durant el Segle d'or espanyol; tanmateix, va començar a decaure cap a finals del segle xix.
A l'edat mitjana, un joglar acompanyava els cantants amb un baixó. La polifonia a la Catedral-Basílica de Nostra Senyora del Pilar es va documentar per primera vegada a mitjans del segle xvii, interpretada per un tenor i un baix. A finals del segle xvii, una orquestra composta per joglars va acceptar treballar per a l'església de Santa Maria la Major, l'antecessora de la catedral-basílica.

## El Pilar i la identitat espanyola
La festa de la Mare de Déu del Pilar, que commemora la primera aparició de Maria als hispans, és el 12 d'octubre. Això coincideix amb el Dia de la Hispanitat i la data del descobriment del Nou Món per part de Colom . Totes les nacions d'origen colonial hispà han donat ornaments nacionals per a l'estàtua de la Verge del segle xv, que es troba a la capella. El papa Joan Pau II va lloar el Pilar com a Mare dels pobles hispànics durant les seves dues visites a la basílica.
Va ser declarat Bé d'Interès Cultural l'any 1904.

## Arquitectura
El temple s'articula en tres naus de la mateixa altura, cobertes amb voltes de canó, en les quals s'intercalen cúpules i voltes de plat, que descansen sobre pilars robustos. L'exterior és de maó d'obra vista, seguint la tradició de construcció en maó aragonès; i l'interior, revocat en estuc. La nau central està dividida per la presència de l'altar major sota la cúpula central. L'altar està presidit pel gran retaule major de l'Assumpció, que pertany a l'església anterior, realitzat per l'escultor Damià Forment al segle xvi, seguint els models imposats del retaule gòtic de la veïna catedral saragossana del Salvador (La Seu).
Sota les altres dues cúpules el·líptiques de la nau central, es van disposar la Santa Capella de la Mare de Déu del Pilar i el cor i l'orgue, que també procedien de l'església gòtica predecessora. Actualment es troben desplaçats al tram dels peus del temple, per dotar de més espai els fidels que ocupen la nau des de l'altar major.

## Pelegrins
Juntament amb els santuaris de Torreciutat, Montserrat i Lourdes, des del 2010 forma part de la Ruta mariana, presentada el 2010 a la Fira de Turisme de Madrid (FITUR). El santuari del Pilar rep 7 milions de fidels l'any.

## Arxiu
La Basílica del Pilar conserva un magnífic arxiu musical, amb moltes obres de compositors aragonesos, tant dels coneguts com dels no gaire famosos com Miguel Marqués, el qual també era organista.